# Kormus californicus
Kormus californicus är en insektsart som beskrevs av Crawford 1914. Kormus californicus ingår i släktet Kormus och familjen sporrstritar. Inga underarter finns listade i Catalogue of Life.